# Erik Read
Erik Read (* 31. Mai 1991 in Calgary, Alberta) ist ein kanadischer Skirennläufer. Er startet in den Disziplinen Slalom und Riesenslalom, gehört seit 2011 dem kanadischen Nationalkader an und gewann in den Saisons 2011/2012 und 2015/16 die Gesamtwertung des Nor-Am Cup.

## Biografie
Sein Vater Ken Read war in den 1970er- und zu Beginn der 1980er-Jahre im alpinen Skisport erfolgreich, ebenso seine Mutter Lynda. Er hat zwei jüngere Brüder, Kevyn und Jeffrey. Im April 2006 gewann Erik Read den Riesenslalom des Whistler Cup und bestritt im November desselben Jahres seine ersten FIS-Rennen. Er feierte Ende Januar 2007 den ersten Sieg in einem FIS-Rennen und kam eine Woche danach erstmals im Nor-Am Cup zum Einsatz. Von 2008 bis 2011 nahm er an allen Juniorenweltmeisterschaften teil. Dabei kam er mit Platz neun in der Kombination 2009 sowie Rang fünf in der Kombination und Platz sechs im Slalom 2011 dreimal unter die besten zehn. Nachdem Read in der Saison 2010/11 mehrere Top-10-Ergebnisse im Nor-Am Cup erreicht hatte, kam er am 25. Januar 2011 im Slalom von Schladming erstmals im Weltcup zum Einsatz, schied aber im ersten Durchgang aus.
Nachdem Read am 9. Dezember 2011 mit Platz zwei in der Super-Kombination von Nakiska erstmals im Nor-Am Cup auf dem Podest gestanden war, feierte er wenige Tage später seine ersten beiden Siege im Super-G und in der Super-Kombination von Panorama. Mit einem weiteren Sieg im Riesenslalom von Vail und insgesamt neun Top-5-Platzierungen entschied er in der Saison 2011/12 die Gesamtwertung sowie die Super-Kombinations-Wertung des Nor-Am Cups für sich. Zudem wurde er Zweiter in der Super-G- und Dritter in der Riesenslalomwertung. Die ersten Weltcuppunkte gab es für ihn am 14. Dezember 2014 mit Platz 24 im Slalom von Åre, bei den Weltmeisterschaften 2015 gewann er als Ersatzfahrer etwas überraschend die Silbermedaille im Mannschaftswettbewerb. In der Saison 2015/16 entschied er ein weiteres Mal die Gesamtwertung des Nor-Am Cups für sich.
Im Weltcup näherte sich Read im Verlaufe der Saison 2016/17 mit insgesamt vier Top-10-Platzierungen der Weltspitze an, wobei ein sechster Platz in der Kombination von Santa Caterina am 29. Dezember 2016 sein bestes Ergebnis war. 2017 schloss er sein Wirtschaftsstudium an der University of Denver ab. Trotz zahlreicher Ausfälle im Winter 2017/18 konnte er an den Olympischen Winterspielen 2018 in Pyeongchang teilnehmen, wo er im Riesenslalom auf den elften Platz fuhr. Die drei folgenden Winter waren von unbeständigen Leistungen geprägt; Read klassierte sich oft im Mittelfeld, verpasste aber auch häufig die Qualifikation für den zweiten Durchgang oder fiel aus. Im Winter 2021/22 konnte er sich diesbezüglich stabilisieren, ohne jedoch ganz an die Weltspitze vorzustoßen. Bei den Olympischen Winterspielen 2022 war Platz 13 im Riesenslalom sein bestes Einzelergebnis. An der Seite seines Bruders Jeffrey sowie mit Britt Richardson und Valérie Grenier gewann Read bei den Weltmeisterschaften 2023 in Méribel eine weitere Team-Medaille, diesmal die bronzene.

## Erfolge

### Olympische Spiele
- Pyeongchang 2018: 9. Mannschaftswettbewerb, 11. Riesenslalom, 29. Slalom
- Peking 2022: 9. Mannschaftswettbewerb, 13. Riesenslalom, 24. Slalom

### Weltmeisterschaften
- Vail/Beaver Creek 2015: 2. Mannschaftswettbewerb, 24. Slalom, 28. Riesenslalom
- St. Moritz 2017: 23. Riesenslalom
- Åre 2019: 9. Mannschaftswettbewerb
- Cortina d’Ampezzo 2021: 7. Mannschaftswettbewerb,
- Courchevel/Méribel 2023: 3. Mannschaftswettbewerb, 31. Slalom
- Saalbach-Hinterglemm 2025: 17. Team-Kombination, 22. Riesenslalom, 24. Slalom

### Weltcup
- 9 Platzierungen unter den besten zehn

### Weltcupwertungen
| Saison  | Gesamt | Gesamt | Riesenslalom | Riesenslalom | Slalom | Slalom | Kombination | Kombination | Parallel | Parallel |
| Saison  | Platz  | Punkte | Platz        | Punkte       | Platz  | Punkte | Platz       | Punkte      | Platz    | Punkte   |
| ------- | ------ | ------ | ------------ | ------------ | ------ | ------ | ----------- | ----------- | -------- | -------- |
| 2014/15 | 140.   | 7      | –            | –            | 52.    | 7      | –           | –           | –        | –        |
| 2015/16 | 142.   | 8      | –            | –            | 52.    | 8      | –           | –           | –        | –        |
| 2016/17 | 43.    | 190    | 28.          | 68           | 29.    | 82     | 14.         | 40          | –        | –        |
| 2017/18 | 73.    | 80     | 30.          | 41           | 32.    | 39     | –           | –           | –        | –        |
| 2018/19 | 83.    | 69     | 28.          | 55           | 45.    | 14     | –           | –           | –        | –        |
| 2019/20 | 56.    | 145    | 23.          | 73           | 35.    | 57     | –           | –           | 28.      | 15       |
| 2020/21 | 48.    | 187    | 20.          | 126          | 36.    | 39     | –           | –           | 12.      | 22       |
| 2021/22 | 33.    | 249    | 16.          | 129          | 27.    | 84     | –           | –           | 7.       | 36       |
| 2022/23 | 49.    | 156    | 21.          | 88           | 29.    | 68     | –           | –           | –        | –        |
| 2023/24 | 92.    | 47     | 35.          | 30           | 43.    | 17     | –           | –           | –        | –        |

### Nor-Am Cup
- Saison 2011/12: 1. Gesamtwertung, 1. Kombinationswertung, 2. Super-G-Wertung, 3. Riesenslalomwertung, 9. Slalomwertung
- Saison 2012/13: 6. Gesamtwertung, 6. Super-G-Wertung, 6. Kombinationswertung
- Saison 2013/14: 5. Gesamtwertung, 1. Kombinationswertung, 5. Riesenslalomwertung
- Saison 2014/15: 8. Gesamtwertung, 6. Super-G-Wertung
- Saison 2015/16: 1. Gesamtwertung, 1. Slalomwertung, 3. Kombinationswertung, 4. Riesenslalomwertung, 7. Super-G-Wertung
- Saison 2018/19: 10. Kombinationswertung
- 18 Podestplätze, davon 11 Siege:

| Datum             | Ort              | Land   | Disziplin         |
| ----------------- | ---------------- | ------ | ----------------- |
| 11. Dezember 2011 | Panorama         | Kanada | Super-G           |
| 12. Dezember 2011 | Panorama         | Kanada | Super-Kombination |
| 7. Februar 2012   | Vail             | USA    | Riesenslalom      |
| 14. Februar 2014  | Mont Sainte-Anne | Kanada | Super-Kombination |
| 19. Februar 2015  | Nakiska          | Kanada | Super-G           |
| 12. Dezember 2015 | Panorama         | Kanada | Super-Kombination |
| 14. Dezember 2015 | Panorama         | Kanada | Riesenslalom      |
| 16. Dezember 2015 | Panorama         | Kanada | Slalom            |
| 17. Dezember 2015 | Panorama         | Kanada | Slalom            |
| 20. März 2016     | Vail             | USA    | Slalom            |
| 1. Februar 2017   | Copper Mountain  | USA    | Riesenslalom      |

### Juniorenweltmeisterschaften
- Formigal 2008: 43. Abfahrt, 57. Super-G
- Garmisch-Partenkirchen 2009: 9. Kombination, 26. Abfahrt, 30. Riesenslalom, 30. Super-G, 35. Slalom
- Mont Blanc 2010: 41. Abfahrt, 44. Super-G
- Crans-Montana 2011: 5. Kombination, 6. Slalom, 16. Riesenslalom, 20. Super-G, 31. Abfahrt

### Weitere Erfolge
- 4 kanadischer Meistertitel (Riesenslalom 2019, Slalom 2013, 2014 und 2015)
- 1 Podestplatz im Europacup
- 2 Siege im Australia New Zealand Cup
- 36 Siege in FIS-Rennen